# گروپو کارسو
گروپو کارسو (به اسپانیایی: Grupo Carso) شرکت خوشه‌ای مکزیکی است، که در زمینه خرده‌فروشی، رسانه‌های گروهی، مخابرات و زیرساخت‌های صنعتی فعالیت می‌کند.
شرکت گروپو کارسو در سال ۱۹۹۰ در پی ادغام شرکت‌های کورپوریشن کارسو و گروپو اینبورسا، توسط کارلوس اسلیم راه‌اندازی شد، که نام کارسو، از ترکیب دو نام کارلوس (کارلوس اسلیم) و سمیه (سمیه دومیت؛ همسر اسبق اسلیم) گرفته شده‌است. تا سال ۲۰۰۷ دارایی‌های این شرکت بالغ بر ۶ میلیارد دلار برآورد گردید.
دفتر مرکزی این شرکت در شهر مکزیکو سیتی، مکزیک قرار دارد و بخشی از سهام آن در بازار بورس اوراق بهادار مکزیک معامله می‌شود.
هم‌اکنون اکثریت سهام گروپو کارسو متعلق به کارلوس اسلیم (ششمین فرد ثروتمند جهان) می‌باشد و تمامی شرکت‌های منسوب به وی، همچون: آمریکا موویل، تلمکس و تل‌سل، توسط این گروه تأسیس شدند و تا انتهای دهه ۱۹۹۰ از این شرکت تفکیک شدند، که بخش اعظم از ثروت اسلیم از این شرکت‌ها حاصل شده‌است.